# Scaphiophryne gottlebei
Scaphiophryne gottlebei är en groddjursart som beskrevs av Busse och Böhme 1992. Scaphiophryne gottlebei ingår i släktet Scaphiophryne och familjen Microhylidae. IUCN kategoriserar arten globalt som starkt hotad. Inga underarter finns listade i Catalogue of Life.